# Anna Fabricius
Pour les articles homonymes, voir Anna et Fabricius.
Anna Fabricius Hansen, née le 17 avril 1980, est une actrice danoise. 

## Biographie
- Filmographie

- 2005 : Bøje (court métrage)
- 2006 : Istedgade : Emma
- 2008 : Preludium : Ruth Popovic
- 2008 : Laura: In Action (court métrage) : Laura Fagerholm
- 2009 : Profetia (da) : Ruth Popovic
- 2011 : Før stormen (court métrage) : Marianne
- 2011 : Noget i luften (da) : Catering kvinde
- 2013 : Rodion Raskolnikov (court métrage) : Sonya

## Doublage
- 2011 : Blackwell's Asylum (jeu) : Nellie